# Gesnes-en-Argonne

Gesnes-en-Argonne este o comună în departamentul Meuse din nord-estul Franței. În 2010 avea o populație de 48 de locuitori.

## Evoluția populației
| An        | 1975 | 1982 | 1990 | 1999 | 2006 | 2010 |
| --------- | ---- | ---- | ---- | ---- | ---- | ---- |
| Populație | 56   | 59   | 51   | 52   | 49   | 48   |